# Гхі

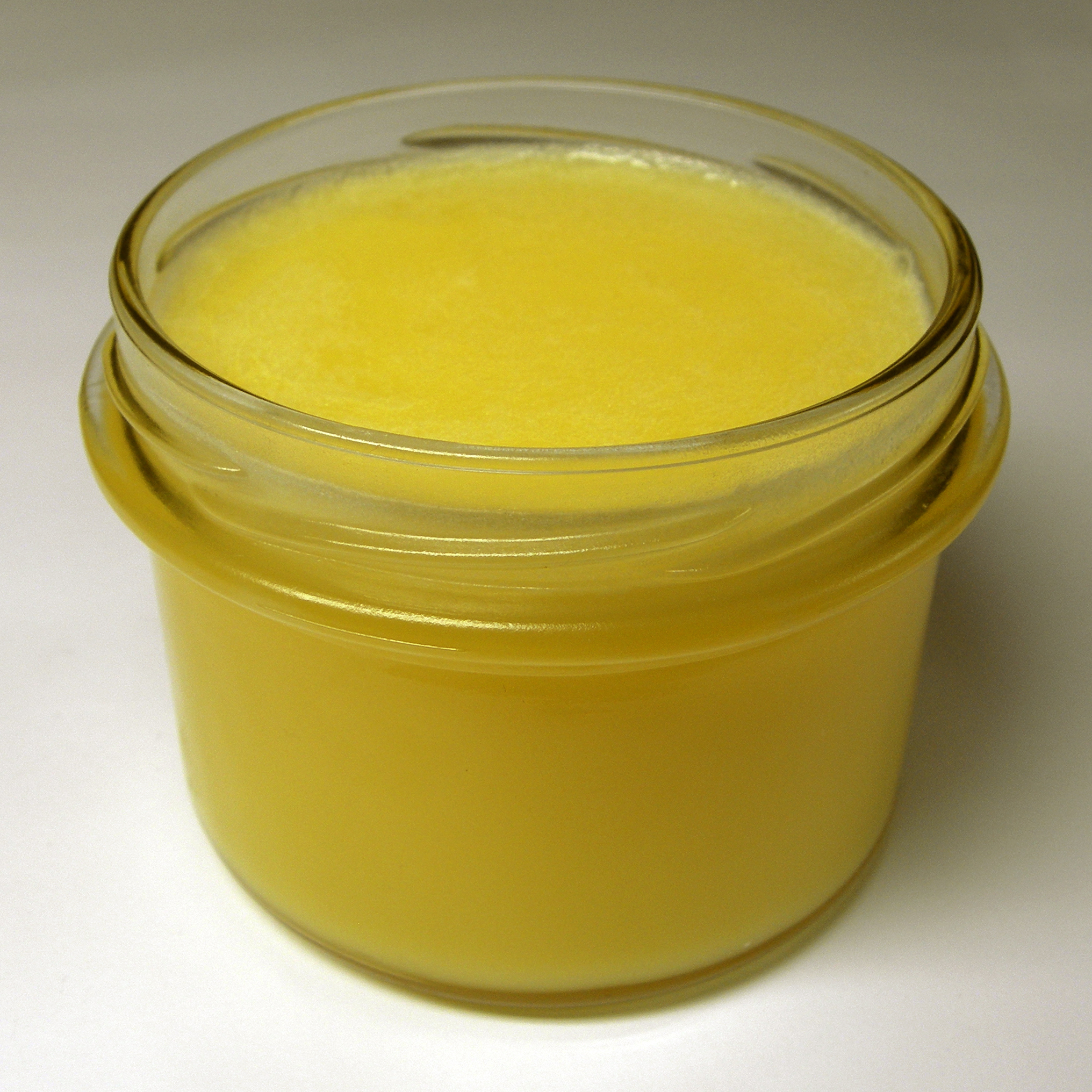
Масло гхі

Гхі, Ґгі, або Ґі (гінді घी, бенг. ঘি) — різновид очищеного пряженого масла, яке широко використовується в Південній Азії (Індія, Пакистан, Бангладеш, Непал, Шрі-Ланка) для приготування їжі, лікування і проведення релігійних ритуалів. Один із найпопулярніших і характерних продуктів індійської кухні.

## В індуїзмі
В індуїзмі продукт відіграє важливу роль у церемоніях жертвоприношень. Крім того, індійські масляні лампи в більшості заправляються пряженим маслом.

## В Аюрведі
За Аюрведою ґгі є лікарським засобом, що володіє природою саттви (благості). Ґгі володіє омолоджуючими і тонізуючими властивостями, збільшує травний вогонь й імунітет (оджас), допомагає роботі тонкого кишечника. На відміну від інших масел, що засмічують печінку, ґгі надає їй силу. Живить нервові тканини організму, кістковий і головний мозок, у результаті чого збільшується гострота розуму. Ґгі входить до складу багатьох аюрведичних ліків і вважається ідеальним маслом для масажів: воно легко і глибоко вбирається в шкіру і має цілющу і зігрівальну дію. За Аюрведою ґгі найсприятливіший для людей конституцій вата і пітта. Найчастіше його приймають всередину, іноді — для змазування носових проходів, як вушних і очних крапель. Для лікування розладів, викликаних піттою, масло готують із гіркими травами.

## У кулінарії
В індійській і пакистанській кухні ґгі є найпопулярнішим харчовим жиром. Класичні страви південноазійської кухні готуються з використанням ґгі: рис, сабджі, дал, роті (хліб), самоси, пурі, а також солодощі, різновиди халви і ладду.
Масло ґгі відрізняється від інших тваринних і рослинних жирів наявністю жирних кислот з коротким хімічним ланцюгом. Тому ґгі під впливом високих температур не стає токсичним, горіти і диміти воно починає тільки після 250 °C. Вважається, що ґгі легко засвоюється організмом і надає стравам природний смак і бурштиновий колір.

## Особливості виробництва
Для виробництва 1 л ґгі необхідно 1,7 літра вершків. Для цього має бути перероблено (відсепаровано) 28—30 літрів молока. Вершки збиваються в масло, яке протягом декількох годин (залежно від кількості масла, в середньому 1 год на 1 кг) витоплюється на повільному вогні на дровах. Тривале кип'ятіння масла можливо тільки в невеликих кількостях. А енерговитрати, суворе дотримання температурного режиму і часу кип'ятіння, а також ручне видалення твердих частинок робить практично неможливим приготування масла в промислових обсягах. Традиційно в Індії масло ґгі виробляють у фермерських господарствах у невеликих кількостях.
Традиційний метод приготування масла ґгі відрізняється від промислового тривалим кип'ятінням вершкового масла з метою очистити його від білкового казеїну і сухих залишків молока. В результаті цього масло карамелізується і набуває легкий горіховий аромат і присмак. Ґгі зберігається набагато довше пряженого масла, виготовленого промисловим способом, не вимагає холодильника якщо зберігається в герметичному контейнері, щоб запобігти окисленню. За Аюрведою для медичного застосування масло ґгі тим краще, чим довше воно «дозріває».